# Jevgenij Vajcechovskij
Jevgenij Vladimirovič Vajcechovskij (rusky: Евгений Владимирович Вайцеховский, * 12. května 1986 Kirovo-Čepeck) je ruský reprezentant ve sportovním lezení, vítěz Rock Masteru, mistr světa, trojnásobný vítěz světového poháru a dvojnásobný mistr Evropy v lezení na rychlost.

## Výkony a ocenění
- nominace na prestižní mezinárodní závody Rock Master)) v italském Arcu
- dvě nominace na Světové hry, kde byl třetí (2005) a druhý (2009)
- 2005: mistr světa
- 2005,2006,2008: vítěz celkového hodnocení tří světových pohárů
- 2007: vítěz prestižního mezinárodního závodu Rock Master v italském Arcu
- 2008: obhájce titulu mistra Evropy
- mistr sportu Ruska mezinárodní třídy[1]

### Rekordy v lezení na rychlost
15m standardní trať

### Závodní výsledky
| Světové hry | Světové hry | Světové hry |
| Rok         | 2005        | 2009        |
| ----------- | ----------- | ----------- |
| Rychlost    | 3           | 2           |

| Arco Rock Master | Arco Rock Master |
| Rok              | 2007             |
| ---------------- | ---------------- |
| Rychlost         | 1                |

| Mistrovství světa | Mistrovství světa |
| Rok               | 2005              |
| ----------------- | ----------------- |
| Rychlost          | 1                 |

| Světový pohár | Světový pohár | Světový pohár | Světový pohár |
| Rok           | 2005          | 2006          | 2008          |
| ------------- | ------------- | ------------- | ------------- |
| Rychlost      | 1             | 1             | 1             |
| jednotlivě*   |               |               |               |

* poznámka: nalevo jsou poslední závody v roce
| Mistrovství Evropy | Mistrovství Evropy | Mistrovství Evropy |
| Rok                | 2006               | 2008               |
| ------------------ | ------------------ | ------------------ |
| Rychlost           | 1                  | 1                  |